# Södra Borgeby
Södra Borgeby är en bebyggelse  strax öster om Sunne i Sunne socken i Sunne kommun, Värmlands län. SCB avgränsade från 1995 till 2020  en småort benämnd Södra Borgeby och Gullsby som även omfattade Gullsby strax norrut. 2020 bröts området Gullsby ut som sedan 2023 klassades som en separat småort.

## Befolkningsutveckling
| Befolkningsutvecklingen | Befolkningsutvecklingen | Befolkningsutvecklingen | Befolkningsutvecklingen | Befolkningsutvecklingen |
| ----------------------- | ----------------------- | ----------------------- | ----------------------- | ----------------------- |
|                         |                         |                         |                         |                         |
| År                      |                         |                         | Invånare                |                         |
| 1995                    | 1995                    |                         | 108                     | 108                     |
| 2000                    | 2000                    |                         | 107                     | 107                     |
| 2005                    | 2005                    |                         | 119                     | 119                     |
| 2010                    | 2010                    |                         | 125                     | 125                     |
| 2015                    | 2015                    |                         | 109                     | 109                     |
| Källa:                  |                         |                         |                         |                         |